# Daniel Grinberg
Daniel Grinberg (ur. 18 marca 1950 w Łodzi) – polski historyk żydowskiego pochodzenia, w latach 1994–1995 dyrektor Żydowskiego Instytutu Historycznego, znawca ruchu anarchistycznego.

## Życiorys
Studiował historię na Uniwersytecie Warszawskim, gdzie w 1973 uzyskał tytuł magistra. W 1977 doktoryzował się na podstawie pracy Towarzystwo Fabiańskie: Ludzie – idee – organizacja, napisanej pod kierunkiem Rafała Gerbera, a w 1987 uzyskał habilitację. Od 1991 jest profesorem w Instytucie Historii Uniwersytetu w Białymstoku.
Zajmuje się historią powszechną XIX wieku i ruchem anarchistycznym, a także socjologią historyczną, historią idei, historiozofią, emigracjami politycznymi, ruchami społecznymi oraz emancypacją Żydów europejskich.
Przełożył na język polski Korzenie totalitaryzmu Hanny Arendt (1989) – z Mariolą Szawiel, oraz Teorię demokracji Giovanniego Sartoriego (1994).
Jest również członkiem Komisji Statystycznej Polskiego Związku Lekkiej Atletyki (której przewodniczył w latach 1983–1989) i ATFS (międzynarodowego Stowarzyszenia Statystyków LA), współautorem wielu prac poświęconych historii lekkiej atletyki w Polsce i zestawień najlepszych wyników w tej dyscyplinie sportu.

## Publikacje[1]
- Geneza apartheidu, Zakład Narodowy im. Ossolińskich, Wrocław 1980
- Ruch anarchistyczny w Europie Zachodniej: 1870-1914, wyd. PWN 1994
- 90 lat polskiej lekkoatletyki 1919–2009. wyd. Komisja Statystyczna PZLA, Warszawa 2009. ISBN 978-83-902509-9-1 (współautor)
- Holocaust 50 years after (red.,1994);
- Przemoc związana z epoka przemysłowa w badaniach historycznych i socjologicznych ostatnich dekad (2003);